# Centre hospitalier Lucien-Hussel de Vienne
Le centre hospitalier Lucien-Hussel  est un centre hospitalier français situé sur la commune de Vienne dans le département de Isère en région Auvergne-Rhône-Alpes. 
Construit en 1934 pour remplacer un vieil établissement situé en centre-ville et créé durant l'époque médiévale, son caractère novateur au niveau architectural à l'époque de sa construction lui vaut d'être labellisé « Patrimoine du XXe siècle » de l'Isère depuis 2003.

## Historique

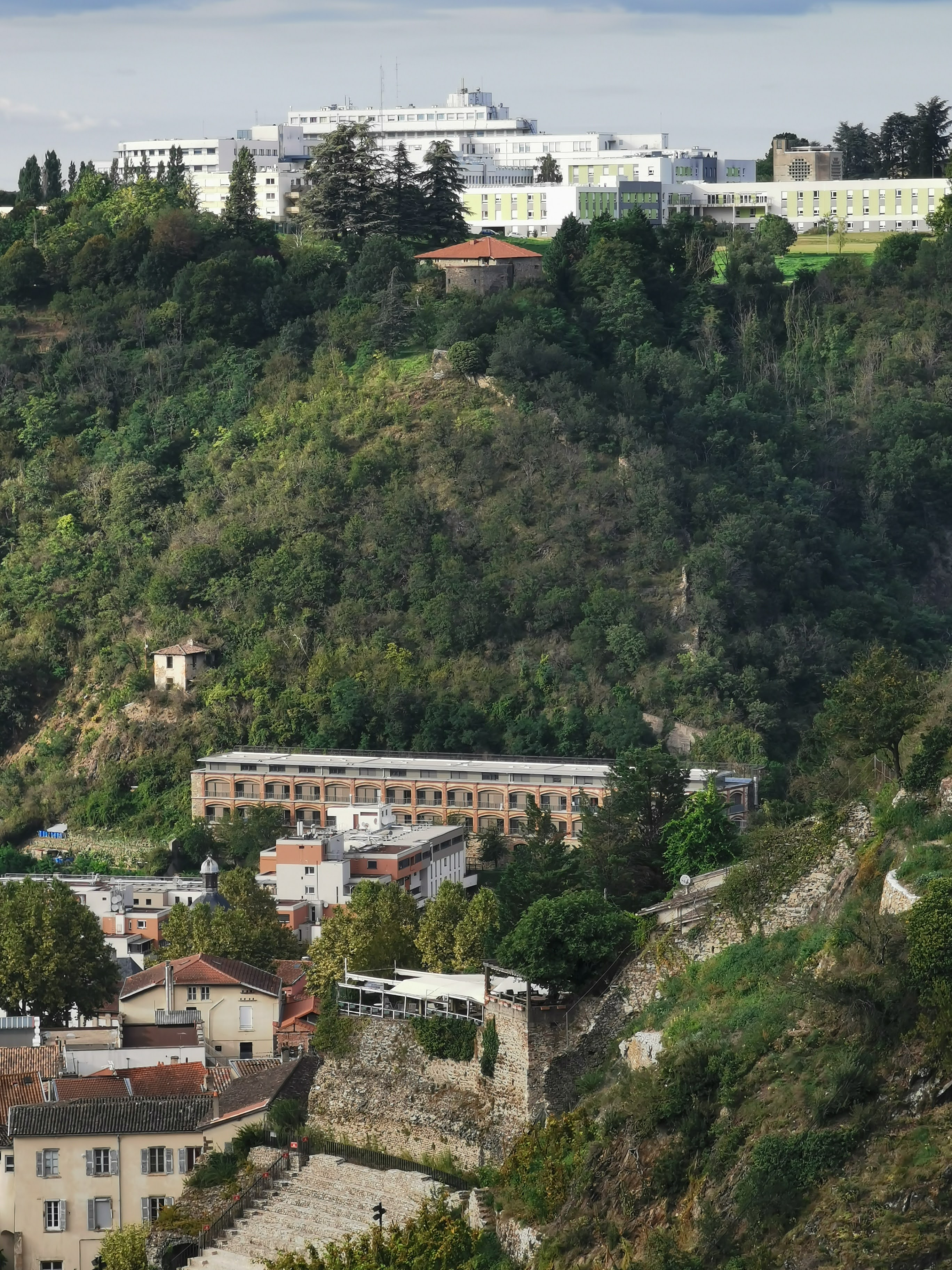
Centre hospitalier Lucien-Hussel au sommet du mont Salomon (au centre l'usine Teytu en dessous, et en bas le théâtre antique)

Dès le XIe siècle, la ville de Vienne possédait son hôpital, plus précisément un hospice dénommé « La maison de l'aumône », créé par l'évêque de la ville. Il deviendra ensuite l'hôpital Saint-Paul, puis le grand hôtel-Dieu. Après la Première Guerre mondiale, le conseil municipal prend la décision de faire édifier un nouvel hôpital, en dehors de la vieille ville. Il sera situé sur une colline dominant l'agglomération parce que selon les édiles de la commune, « l'air y est meilleur et plus pur »
Conçu par les architectes Germain Grange et Albert Pin, l'établissement est construit entre 1935 et 1938. Il porte le nom du conseiller général de Vienne-Nord, puis maire de la ville dès 1931. Il a bénéficié durant les décennies suivante de nombreux transformations et agrandissements.

## Description et organisation
Selon la chambre régionale des comptes, le centre hospitalier Lucien-Hussel de Vienne comptait 731 lits et places à la fin de l'année 2018. En 2019, l’établissement a réalisé 20 787 séjours, 162 943 consultations externes et 34 281 passages aux urgences.
Les activités d’hospitalisation et de consultation sont partagées entre des services de médecine, de chirurgie, et d'obstétrique, ainsi que des services des hospitalisations à domicile (HAD), de soins de suite et de réadaptation (SSR), et d’hébergement de personnes âgées dépendantes (EHPAD). L'hôpital compte également un institut de formation en soins infirmiers (IFSI). L'établissement gère également un EHPAD situé à Chasse-sur-Rhône.
À partir du 1er mars 2023, l'hôpital fait partie d'un nouveau groupement Val Rhône Centre et bénéficiera d'un financement de 110 millions d'euros pour sa modernisation.

## Accès

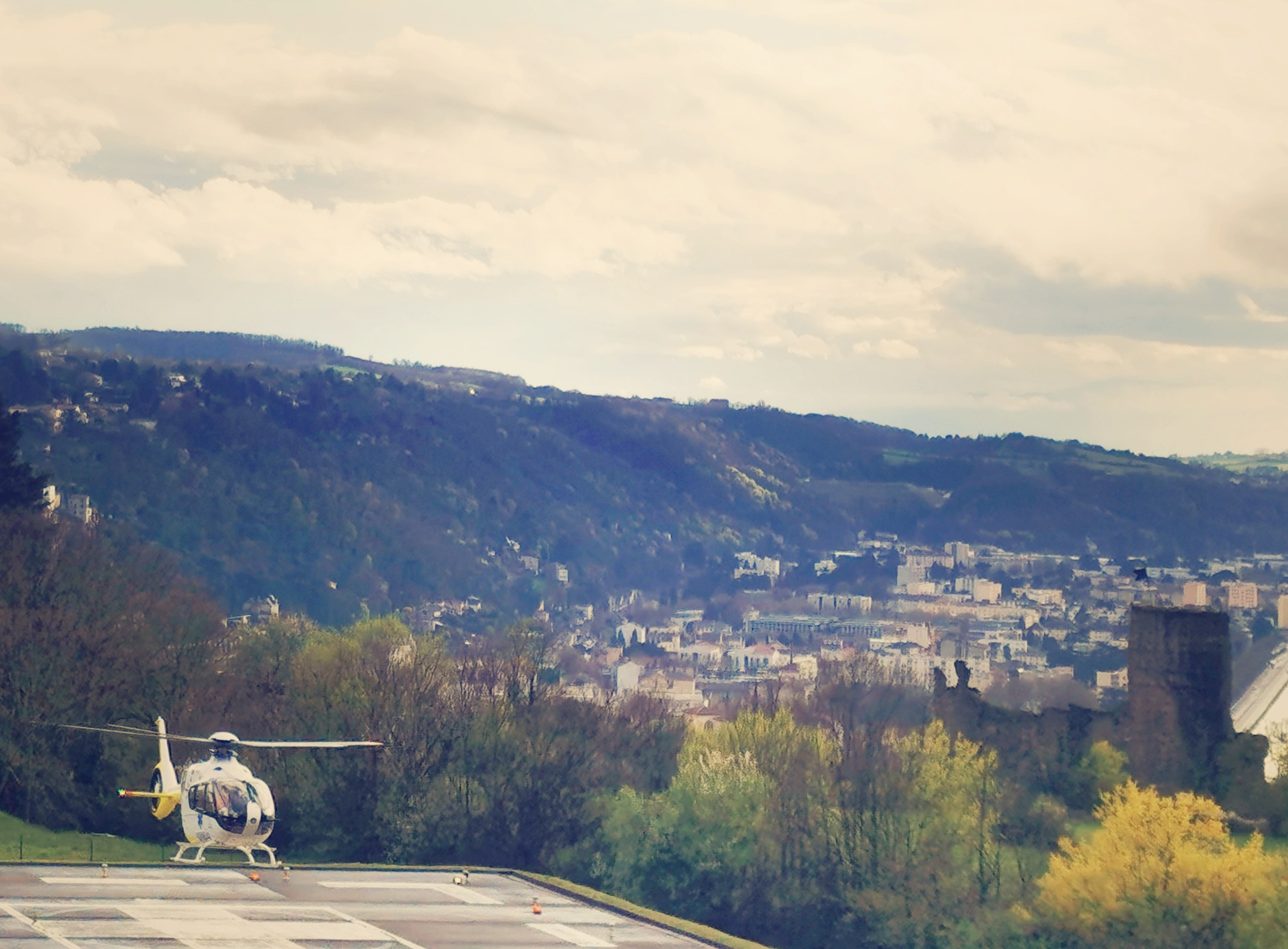
Un hélicoptère décolle de l'hôpital en survolant le château de la Bâtie

L'établissement est situé au sommet de la colline du mont Salomon. Il y est accessible par la ligne d'autobus no 2 des transports en commun de Vienne.